# Ostružná (Wysoki Jesionik)
Ostružná (historyczna nazwa niem. Hirschkamm) – szczyt (góra) o wysokości 1185 m n.p.m. (podawana jest też wysokość 1183 m n.p.m. , 1183,7 m n.p.m., 1184,0 m n.p.m.  lub 1184,8 m n.p.m. ) w paśmie górskim Wysokiego Jesionika (cz. Hrubý Jeseník), w północno-wschodnich Czechach, w Sudetach Wschodnich, na Morawach, w obrębie gminy Stará Ves, oddalony o około 9,2 km na południe od szczytu góry Pradziad (cz. Praděd). Rozległość góry (powierzchnia stoków) szacowana jest na około 10,7 km², a średnie nachylenie wszystkich stoków wynosi około 10°.

## Charakterystyka

### Lokalizacja
Góra Ostružná położona jest w południowym rejonie całego pasma Wysokiego Jesionika, leżąca w części Wysokiego Jesionika, nieco na południe od centrum obszaru (mikroregionu) o nazwie Masyw Pradziada (cz. Pradědská hornatina) na bocznej, południowo-wschodniej, łukowatej gałęzi grzbietu głównego (grzebieniu) góry Pradziad o nazwie Jelení hřeben, która biegnie od przełęczy Sedlo pod Jelení studánkou do szczytu Kamenec (2). Jest górą o kopulastej części szczytowej, rozpoznawalną z okolic skrzyżowania turystycznego Jelení studánka, położonego na grzbiecie głównym góry Pradziad, gdzie widać ją jako dalej położoną tego grzbietu niż sąsiednia góra Jelenka. Ponadto z uwagi na swoją 5 km rozciągłość na kierunku (północ – południe) do miejscowości Stará Ves góra jest dobrze rozpoznawalna w tym rejonie Wysokiego Jesionika. Szczyt góry jest niewidoczny z drogi okalającej połać szczytową góry Pradziad, bo przysłonięty jest górą Vysoká hole oraz również niewidoczny z innego charakterystycznego punktu widokowego – z drogi okalającej szczyt góry Dlouhé stráně, bo przysłonięty grzbietem głównym (grzebieniem) góry Pradziad. Można dodać, że Ostružná jest jedną z gór położonych najdalej na południe w całym paśmie Wysokiego Jesionika, granicząca od południa z sąsiednim pasmem o nazwie Hanušovická vrchovina. 
Górę ograniczają: od północy przełęcz Mravenčí sedlo, od wschodu dolina potoku Stříbrný potok, od południa i zachodu dolina potoku Podolský potok, płynącego m.in. od zachodu w żlebie Žďárský žleb oraz od południowego zachodu szczyt Kamenec (2). W otoczeniu góry znajdują się następujące szczyty: od południowego zachodu Kamenec (2), od północnego zachodu Zelené kameny, Pec, Pecný i Břidličná hora, od północy Jelenka, od północnego wschodu Jelenec i Soukenná, od wschodu Pod doly oraz od południowego wschodu: Sutě, Ostroh–S, Ostroh–SV, Ostroh, Ptáčník i Ptáčník–SZ (dwa ostatnie szczyty leżą już w paśmie Hanušovická vrchovina).

### Stoki
W obrębie góry można wyróżnić sześć następujących zasadniczych stoków:
- północny
- wschodni o nazwie U stájí
- południowo-wschodnie o nazwach Nad  Stříbrným potokem, Medvědí kámen
- południowy o nazwie U jedle
- południowo-zachodnie o nazwach Mědvědí skály, U Huberta
- zachodni

Występują tu wszystkie typy zalesienia: bór świerkowy, las mieszany oraz las liściasty, przy czym zdecydowanie dominuje zalesienie borem świerkowym. Na niemalże wszystkich stokach oprócz północnego występują poza borem świerkowym obszary pokryte lasem mieszanym, a na stoku południowo-wschodnim i południowo-zachodnim wraz z obniżaniem wysokości pojawiają się również obszary pokryte lasem liściastym. Wszystkie stoki charakteryzują się znaczną zmiennością wysokości zalesienia, z występującymi licznymi przerzedzeniami, ogołoceniami, przecinkami oraz polanami. Na stokach południowo-wschodnim, południowym i południowo-zachodnim występują liczne obszary pokryte gruzem skalnym, a na stoku południowo-wschodnim nieliczne pojedyncze skaliska oraz na stoku południowo-zachodnim nieliczne grupy skalne.
Stoki mają stosunkowo jednolite, łagodne i zróżnicowane nachylenia. Średnie nachylenie stoków waha się bowiem od 3° (stok północny) do 16° (stok zachodni). Średnie nachylenie wszystkich stoków góry (średnia ważona nachyleń stoków) wynosi około 10°. Maksymalne średnie nachylenie stoku południowo-zachodniego w pobliżu skrzyżowania turystycznego Junačka na odcinku 50 m nie przekracza 25°. Stoki pokryte są siecią krzyżujących dróg oraz na ogół nieoznakowanych ścieżek i duktów. Przemierzając je zaleca się korzystanie ze szczegółowych map, z uwagi na zawiłości ich przebiegu, zalesienie oraz zorientowanie w terenie.

### Szczyt główny

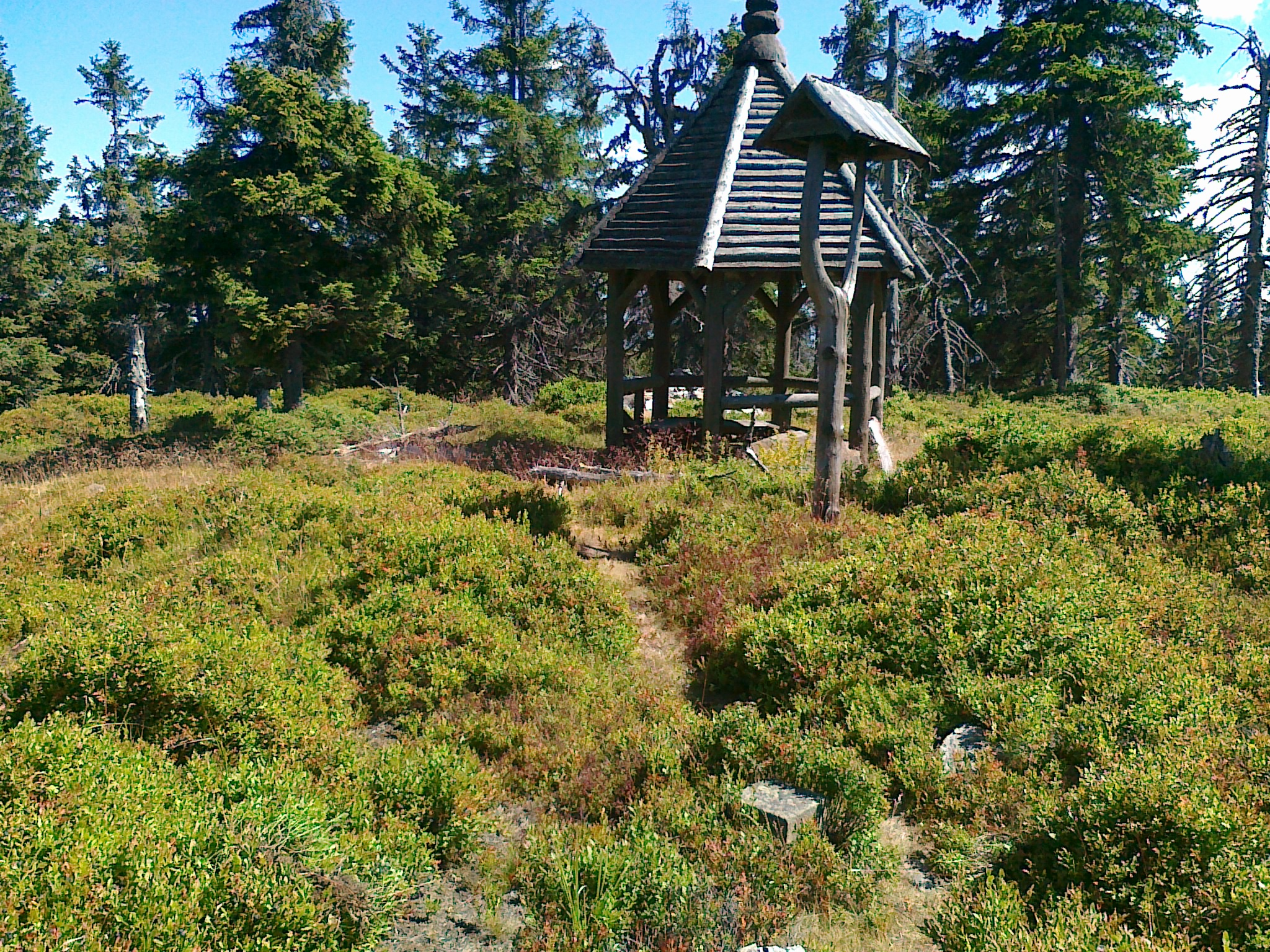
Połać szczytowa góry Ostružná, z widocznym u dołu punktem geodezyjnym (2019 rok)

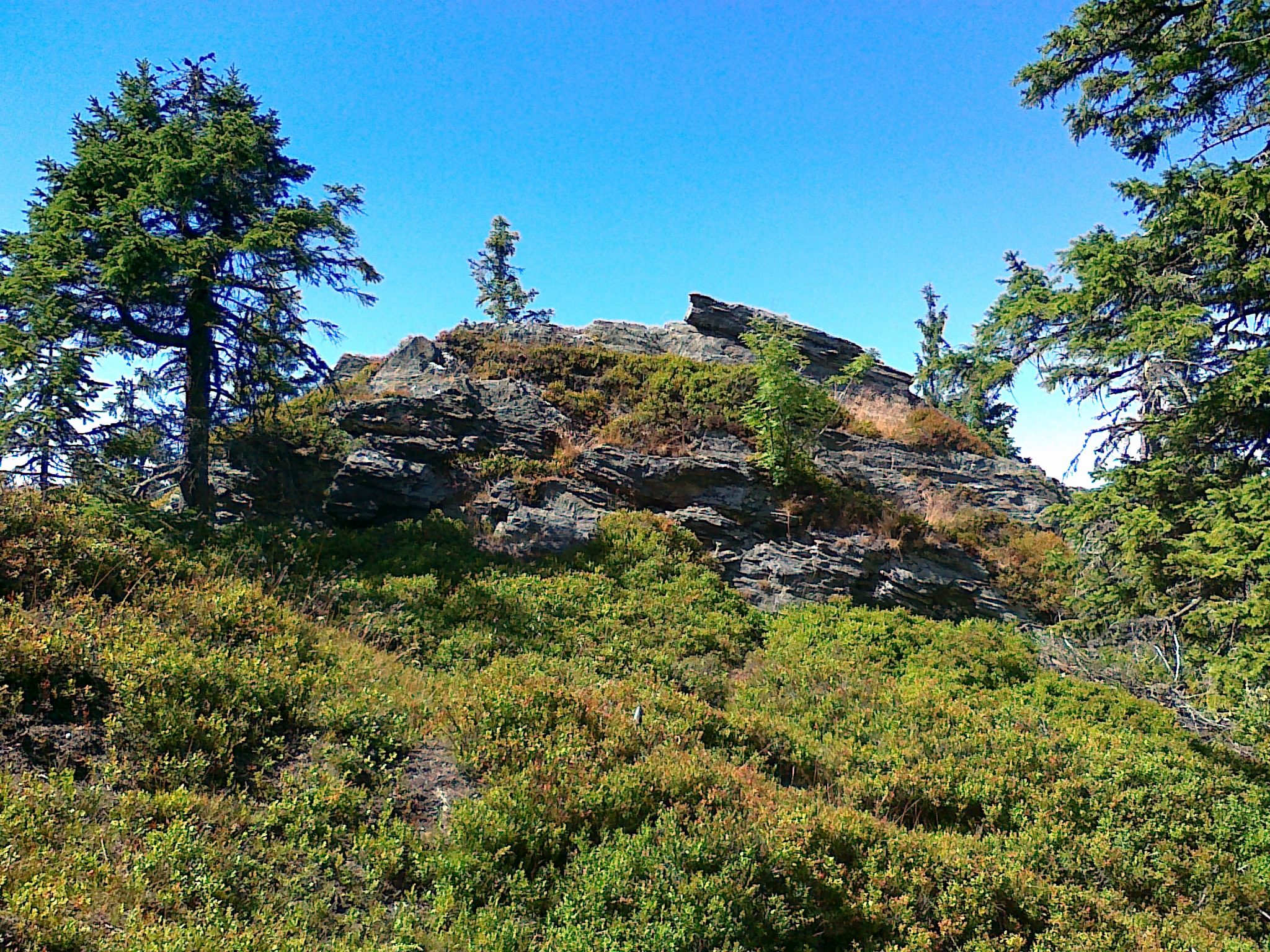
Skalisko z najwyższym punktem góry (2019 rok)

Bezpośrednio na sam szczyt góry nie prowadzi żaden szlak turystyczny. Szczyt znajduje się wśród przerzedzonego zalesienia boru świerkowego, pokryty trawą wysokogórską oraz bardzo popularną rośliną występującą niemal na całym obszarze Wysokiego Jesionika, a mianowicie borówką czarną. Na połaci szczytowej znajduje się główny punkt geodezyjny góry oznaczony na mapach geodezyjnych numerem (21.), o wysokości 1183,69 m n.p.m. oraz współrzędnych geograficznych (50°00′05,34″N 17°12′34,27″E/50,001483 17,209519). Połać szczytowa z uwagi na zalesienie jest ograniczonym punktem widokowym, na której poza świerkami występują również spróchniałe, martwe kikuty drzew. Blisko szczytu znajduje się kilka skalisk, w tym oddalone o około 60 m na północny wschód od głównego punktu geodezyjnego skalisko z najwyższym punktem góry. Ze skaliska tego, który jest punktem widokowym, z drugorzędnym punktem geodezyjnym oznaczonym na mapach geodezyjnych numerem (21.3) w postaci reperu o wysokości 1184,8 m n.p.m. , roztaczają się perspektywy na otaczające szczyty. Na połaci szczytowej blisko punktu geodezyjnego ustawiono wiatę turystyczną o kształcie niewielkiej altany, w której zamontowano skrzynkę Klubu Czeskich Turystów (cz. Klub Českých Turistů) ze znajdującym się w niej zeszytem do którego można się wpisać.
Dojście do szczytu następuje ze skrzyżowania turystycznego Mravenčí sedlo, z podaną na tablicy informacyjnej wysokością 1205 m, od którego biegnie grzbietem góry niemalże w linii prostej droga (początkowo zielonym szlakiem turystycznym ), a następnie nieoznakowana droga, potem ścieżka, którą należy przejść orientacyjnie odcinek o długości około 1,7 km dochodząc w ten sposób do połaci szczytowej.  

### Szczyt drugorzędny
Ostružná jest górą o podwójnym szczycie. W odległości około 1050 m na północ od szczytu głównego można wyróżnić szczyt drugorzędny określony jako Ostružná–S o wysokości 1115 m n.p.m. i współrzędnych geograficznych (50°00′41,0″N 17°12′32,1″E/50,011389 17,208917), oddzielony od szczytu głównego mało wybitną przełęczą o wysokości 1112 m n.p.m.. Znajduje on się wśród gęstego zalesienia boru świerkowego. Z powodu zalesienia nie jest on punktem widokowym, nie umieszczono na nim również punktu geodezyjnego.

### Geologia
Pod względem geologicznym masyw góry Ostružná należy do jednostki określanej jako warstwy vrbneńskie i zbudowany jest ze skał metamorficznych, głównie: fyllitów (muskowitów, biotytów, chlorytów), łupków łyszczykowych (grafitów), łupków zieleńcowych, gnejsów, porfiroidów, skał osadowych: głównie kwarcytów (skaleni) oraz skał magmowych: głównie meta-diabazów.

### Wody
Grzbiet główny (grzebień) góry Pradziad, biegnący od przełęczy Skřítek do przełęczy Červenohorské sedlo oraz dalej do przełęczy Ramzovskiej (cz. Ramzovské sedlo) jest częścią granicy Wielkiego Europejskiego Działu Wodnego, dzielącej zlewiska Morza Bałtyckiego i Morza Czarnego .
Szczyt wraz ze stokami położony jest na południowy wschód od tej granicy, należy więc do zlewni Morza Bałtyckiego, do którego płyną wody m.in. z dorzecza rzeki Odry, będącej przedłużeniem płynących z tej części Wysokiego Jesionika górskich potoków (m.in. Stříbrný potok czy Podolský potok). Ze stoków bierze swój początek kilka krótkich nienazwanych potoków, będących dopływami wspomnianych potoków Stříbrný potok i Podolský potok. U podnóża stoku południowo-wschodniego, w osadzie Žďárský Potok znajduje się niewielki staw o długości około 110 m. Z uwagi na stosunkowo łagodne nachylenia stoków, w obrębie góry nie występują m.in. wodospady czy kaskady.

## Ochrona przyrody
Cała góra znajduje się w obrębie wydzielonego obszaru objętego ochroną o nazwie Obszar Chronionego Krajobrazu Jesioniki (cz. Chráněná krajinná oblast (CHKO) Jeseníky), a utworzonego w celu ochrony utworów skalnych, ziemnych i roślinnych oraz rzadkich gatunków zwierząt. Na stokach nie utworzono żadnych rezerwatów przyrody lub innych obiektów nazwanych pomnikami przyrody. Ponadto na obszarze góry nie wytyczono żadnych ścieżek dydaktycznych.

## Turystyka
U podnóża stoku południowo-wschodniego, w osadzie Žďárský Potok znajdują się następujące pensjonaty: Chalupa u Jiřího, Chata Ferdinand, Chata Pavla, Chata Severka i Orientka. Ponadto do miejscowości Stará Ves z bazą pensjonatów jest od szczytu około 5 km w kierunku południowo-wschodnim. W podobnej odległości od szczytu jest w kierunku północno-wschodnim do miejscowości Karlov pod Pradědem z bazą hoteli i pensjonatów i osady Nová Ves z pensjonatami w kierunku wschodnim, będącej częścią miejscowości Dolní Moravice. W odległości około 4 km na zachód od szczytu, koło przełęczy Skřítek, przy drodze nr 11 znajduje się restauracja Skřítek oraz parking. 
Na stoku południowo-zachodnim, w odległości około 1 km na południowy zachód od szczytu położona jest chata o nazwie Junačka, ale nie ma ona charakteru typowego schroniska turystycznego, a którą zalicza się do tzw. chat łowieckich. Dojście do niej (około 150 m) następuje z zielonego szlaku turystycznego .
Kluczowym punktem turystycznym jest oddalone o około 3,6 km na południowy wschód od szczytu skrzyżowanie turystyczne Stará Ves (pila) z podaną na tablicy informacyjnej wysokością 670 m, przez które przechodzą dwa szlaki turystyczne i oba szlaki rowerowe, przy którym znajduje się przystanek linii autobusowej z połączeniem do Rýmařova. 

### Szlaki turystyczne
Klub Czeskich Turystów wytyczył w obrębie góry cztery szlaki turystyczne na trasach:
 Červenohorské sedlo – góra Velký Klínovec – przełęcz Hřebenová – szczyt Výrovka – przełęcz Sedlo pod Malým Jezerníkem – szczyt Malý Jezerník – góra Velký Jezerník – przełęcz Sedlo Velký Jezerník – schronisko Švýcárna – góra Pradziad – przełęcz U Barborky – góra Petrovy kameny – Ovčárna – przełęcz Sedlo u Petrových kamenů – góra Vysoká hole – szczyt Vysoká hole–JZ – szczyt Kamzičník – góra Velký Máj – przełęcz Sedlo nad Malým kotlem – góra Jelení hřbet – Jelení studánka – przełęcz Sedlo pod Jelení studánkou – góra Jelenka – góra Ostružná – Rýmařov
 U Škaredé jedle – Vidlák – góra Ostrý – Skřítek – góra Havraní vrch – góra Smrčina – góra Čapí vrch – Maršíkov – Loučná nad Desnou
 Malá Morávka – Karlov pod Pradědem – góra Klobouk – przełęcz Mravencovka – Jelenec – góra Jelenka – przełęcz Mravenčí sedlo – góra Ostružná – Kamenec (2) – Žďárský Potok – góra Výhledy – góra Kamenná hora – Bedřichov
 Karlov pod Pradědem – góra V javořinách – góra Klobouk – góra Soukenná – Pod doly–SV  – góra Štěrkovec – Sutě – Sutě–JZ – góra Ostroh – Stará Ves – U Škaredé jedle

### Szlaki rowerowe i trasy narciarskie
W obrębie góry wyznaczono dwa szlaki rowerowe na trasach:
 (nr 6143) Horní Město – Stará Ves – dolina potoku Podolský potok – Vidlák – góra Ostrý – Skřítek
 Rýmařov – Stará Ves – dolina potoku Podolský potok – dolina potoku Stříbrný potok – góra Štěrkovec – góra Soukenná – przełęcz Mravencovka – dolina potoku Kotelný potok – Karlov pod Pradědem – Malá Morávka
W okresach ośnieżenia m.in. wzdłuż czerwonego szlaku turystycznego , biegnącego stokiem góry przebiega trasa narciarstwa biegowego. W obrębie góry nie poprowadzono żadnej trasy narciarstwa zjazdowego.